# Hovhannes-Smbat
Hovhannes-Smbat, in armeno: Հովհաննես-Սմբատ Գ, detto il Pacifico (... – 1041), è stato un sovrano armeno del Regno di Armenia. Era un membro della famiglia armena dei Bagratidi.

## Biografia
Alla sua morte succedette a suo padre, che era riuscito a far fallire i progetti di annessione dell'imperatore bizantino Basilio II, ma i figli non si mostrarono all'altezza del padre. 
Il suo fratello cadetto Ashot IV Qadj si rivoltò, impadronendosi dei distretti del nordest del Regno (1021). 
Senekerim-Hovhannes Artsruni, re di Vaspurakan, approfittando del suo ruolo di arbitro tra i due fratelli, assunse una posizione predominante in Armenia.
In seguito, il re georgiano Giorgio I d'Abcasia invase il Regno, conquistò la città di Ani e imprigionò il re. 
Questo fu liberato solo in seguito alla cessione di parecchie piazzeforti e riconoscendo il protettorato dell'Abcasia.
Il re Giorgio I decise poi di conquistare la provincia bizantina di Taik e Smbat dovette fornirgli truppe.
Furono sconfitti da Basilio II e per ricevere il perdono dell'imperatore, nel 1022 Smbat dovette sottoscrivere un trattato con il quale il suo Regno sarebbe ritornato all'Impero Bizantino dopo la sua morte. 
Il re di Vaspurakan prese un'analoga decisione e il suo Regno fu annesso nel 1022. Hovhannes visse circa altri venti anni, morendo nel 1041.
Da un precedente matrimonio (il nome della sposa non è stato tramandato) ebbe un figlio di nome Erkat, morto prima del 1022. Si risposò nel 1032 con una figlia di Basilio Argiro, nipote dell'imperatore Romano III Argiro, ma non ebbe figli da questo secondo matrimonio.